# Atypus
Atypus este un gen de păianjeni migalomorfi. 

## Descriere
Lungimea femelelor este cuprinsă între 7 - 21 mm, sunt de culoare roșietică sau maronie închisă. Masculii nu depășește 12 mm și mai închis la culoare. Ei au chelicere cu colți lungi și subțiri. Regiunea de articulare a chelicerelor cu corpul este mai proeminentă decât restul prosomei. Masculii din acest gen se pot distinge de cei din genul Sphodros prin crestele marginale ale sternului, iar femelele prin epiginul alcătuit din două plăci de puternic chitinizate.

## Modul de viață
Păianjenii Atypus construiesc un tub cu înălțimrea de 20 cm, dintre care 8 sunt în subteran. Păianjenul își așteaptă prada în partea inferioară a tubul. Atingerea tubulzui de către vreo insectă provoca oscilații. Păianjeniul, simțând vibrațiile, străpunge pereții tubului și mușc victima cu chelicerele. Prada este adusă în interior unde este mâncată. 

## Utiizarea mătasei de către om
Țăranii din sudul Munților Carpați folosesc mătasea tuburilor construite de păianjenii Atypus pentru a acoperi rănile. Datorită proprietâților antiseptice, mătasea facilitează vindecarea și chiar regnerarea pielei.

## Răspândire
Speciile genului se găsesc în Eurasia. O singură specie ,Atypus affinis, ajunge și în Africa de Nord, și alta, Atypus snetsingeri, în SUA. În Europa se întâlnesc trei specii: Atypus affinis, Atypus muralis și Atypus muralis.

## Specii
- Atypus affinis Eichwald, 1830 — din Marea Britania până în Ucraina, Africa de Nord
- Atypus baotianmanensis Hu, 1994 — China
- Atypus coreanus Kim, 1985 — Coreea
- Atypus dorsualis Thorell, 1897 — Myanmar, Tailanda
- Atypus flexus Zhu et al., 2006 — China
- Atypus formosensis Kayashima, 1943 — Taiwan
- Atypus heterothecus Zhang, 1985 — China
- Atypus javanus Thorell, 1890 — insula Java
- Atypus karschi Dönitz, 1887 — China, Taiwan, Japonia
- Atypus lannaianus Schwendinger, 1989 — Tailnanda
- Atypus largosaccatus Zhu et al., 2006 — China
- Atypus ledongensis Zhu et al., 2006 — China
- Atypus magnus Namkung, 1986 — Rusia, Coreaa
- Atypus medius Oliger, 1999 — Rusia
- Atypus muralis Bertkau, 1890 — din Europa Centrală până în Turkmenistan
- Atypus pedicellatus Zhu et al., 2006 — China
- Atypus piceus (Sulzer, 1776) — Europa, până în Moldova, Iran
- Atypus quelpartensis Namkung, 2002 — Coreaa
- Atypus sacculatus Zhu et al., 2006 — China
- Atypus sinensis Schenkel, 1953 — China
- Atypus snetsingeri Sarno, 1973 — SUA
- Atypus sternosulcus Kim et al., 2006 — Corea
- Atypus suiningensis Zhang, 1985 — China
- Atypus suthepicus Schwendinger, 1989 — Tailanda
- Atypus sutherlandi Chennappaiya, 1935 — India
- Atypus suwonensis Kim et al., 2006 — Coreea
- Atypus tibetensis Zhu et al., 2006 — China
- Atypus wataribabaorum Tanikawa, 2006 — Japonia
- Atypus yajuni Zhu et al., 2006 — China